# رابطة غليكوسيدية

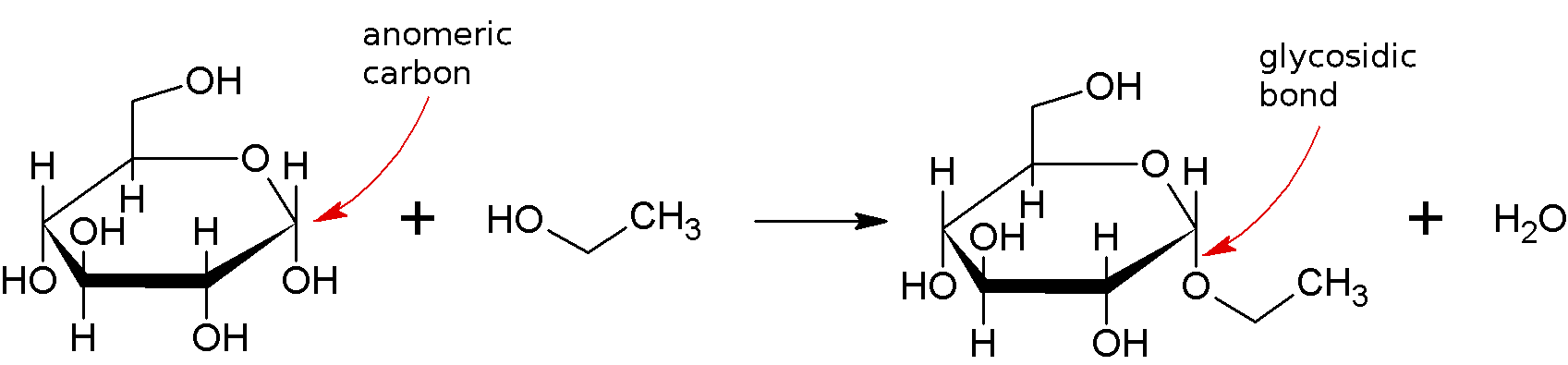
تكوين الإثيل غلايكوسيد : الجلوكوز و الإيثانول تتجمع لتشكل إيثيل غلوكوسيد و المياه. رد الفعل في كثير من الأحيان تفضل تشكيل رابطة جلايكوسيدية ألفا كما هو مبين بسبب تأثير المصاوغ الكربونيلي.

الرابطة الغليكوسيدية أو الرابطة الجليكوسيدية  (بالإنجليزية: Glycosidic bond)‏ هي الرابطة التي تربط بين جزيئات السكريات الثنائية والمتعددة وتكون عادة من نوع 1:4 وتقرأ رابطة غلايكوسيدية واحد أربعة وتكون في سلاسل السكريات غير المتفرعة وتشير الأرقام إلى أرقام ذرات كربون السكر أو تكون من نوع 1:6 وتقرأ رابطة غلايكوسيدية واحد ستة وعادة ما تكون موجودة في السكريات المتعددة في السلاسل المتفرعة وهي إما ألفا أو بيتا أو ألفا بيتا تبعا لنوع السكرين الذين تربط بينهما.